# Resolució 1031 del Consell de Seguretat de les Nacions Unides
La Resolució 1031 del Consell de Seguretat de les Nacions Unides fou adoptada per unanimitat el 15 de desembre de 1995. Després de recordar totes les resolucions del Consell de Seguretat els conflictes a l'antiga Iugoslàvia, el Consell, en virtut del Capítol VII de la Carta de les Nacions Unides, va examinar la transferència d'autoritat de la Força de Protecció de les Nacions Unides (UNPROFOR) a la Força d'Implementació Multinacional (IFOR).
El Consell de Seguretat encara volia negociar una solució al conflicte a l'antiga Iugoslàvia. El 14 de desembre de 1995 es va signar l'Acord Marc General, un acord de pau per Bòsnia i Hercegovina, Croàcia i la República Federal de Iugoslàvia (Sèrbia i Montenegro). Es va donar la benvinguda a la decisió d'establir el Consell d'Aplicació de la Pau i la Junta Directiva en una conferència a Londres.
El Consell mantenia la revisió de l'aplicació de l'Acord de pau. Es van fer progressos en el reconeixement dels estats successors de l'antiga Iugoslàvia. Aquests països també havien de complir amb la legislació internacional humanitària i cooperar amb el Tribunal Penal Internacional per a l'antiga Iugoslàvia (TPII) d'acord amb la Resolució 827 (1993). Es va donar la benvinguda a la decisió de l'Organització per a la Seguretat i la Cooperació a Europa (OSCE) per posar en marxa un programa d'eleccions a Bòsnia i Hercegovina. El Consell també va rebre amb satisfacció el compromís de les parts per a la protecció dels drets humans i el dret de tots els refugiats i persones desplaçades a tornar a casa seva. A més, cal destacar la creació de condicions per a la reconstrucció i el desenvolupament a Bòsnia i Hercegovina i per a l'assistència internacional. També hi va haver un acord entre totes les parts sobre mesures i estabilitat de control d'armament.
La resolució llavors va discutir la IFOR. Els Estats membres estan disposats a contribuir en una força multinacional per tal d'implementar l'acord de pau durant aproximadament un any, amb el consentiment del Consell de Seguretat. Va ser autoritzada a tenir control sobre l'espai aeri de Bòsnia i Hercegovina i el dret a atacar en defensa pròpia. Quan a la transferència d'autoritat de la UNPROFOR a la IFOR, l'autoritat per prendre mesures imposades en les resolucions 770 (1992), 781 (1992), 836 (1993) 844 (1993) i 958 (1994) es donarien per acabades, juntament amb les disposicions de la Resolució 824 (1993) pel que fa a zones segures.
Es demana als països participants en la IFOR que n'informin cada mes. El Consell va crear el càrrec d'Alt Representant per Bòsnia i Hercegovina, i va nomenar Carl Bildt en el càrrec de supervisar l'aplicació de l'acord de pau. El mandat de la UNPROFOR acabaria tan aviat com la transferència de l'autoritat a la IFOR hagués tingut lloc, el que es va produir el 20 de desembre de 1995; es van aprovar les disposicions del Secretari General Boutros Boutros-Ghali per a la retirada de la UNPROFOR i també se li va demanar que informés quan es completés la retirada.
La resolució 1013 va concloure amb el Consell de Seguretat reconeixent la naturalesa única, extraordinària i complexa de la situació a Bòsnia i Hercegovina, que havia provocat una resposta extraordinària.